# 160 (عدد)
160 هو عدد صحيح. طبيعي بين 159 و161

## في الرياضيات

### خصائص
- 160عدد زوجي
- 160عدد زائد
- 160 عدد مضلعي (28 أضلاع-...)